# حركات ريدمايستر
في الرياضيات - نظرية العقد ، فإن حركات ريدمايستر هي أي من الحركات المحلية الثلاث على مخطط الارتباط. في عام 1927، أظهر كورت ريدمايستر، وبشكل مستقل في عام 1926، جيمس واديل ألكسندر وغارلاند بيرد بريجز، أن رسمتين لعقدة واحدة يمكن ربطهما بتسلسل مركات ريدمايستر الثلاثة.

تعمل كل حركة على منطقة صغيرة محددة من الرسم التخطيطي وهي إحدى ثلاثة أنواع:
1. إضافة أو فك التواء في العقدة.
2. تحريك حلقة واحدة بالكامل فوق أخرى.
3. تحريك خيط العقدة بالكامل فوق أو تحت تقاطع في العقدة.

يتم ترقيم أنواع الحركات بناءً على عدد الخيوط المتضمنة، على سبيل المثال، حركة النوع الثاني تعمل على خيطين من الرسم.
تأثيرات الحركات
الحركة من النوع الأول هي الحركة الوحيدة التي تؤثر على انحناء الرسم التخطيطي. أما الحركة من النوع الثالث هي الحركة الوحيدة التي لا تغير عدد التقاطعات في الرسم التخطيطي.
الخاتمة
تلعب حركات ريدمايستر دورًا حيويًا في دراسة العقد الرياضية وتحديد الثوابت العقدية. من خلال فهم هذه الحركات، يمكن للرياضيين تبسيط الرسومات وتحديد ما إذا كانت تمثل نفس العقدة.